# Stuibenfall
La cascade de Stuibenfall est située en Autriche, sur la commune de Umhausen. C'est la plus haute cascade du Tyrol, avec une hauteur de 159 mètres. Le débit moyen est de 610 litres d’eau par seconde, mais il peut atteindre un maximum de 2 000 litres par seconde. Étant donné que le cours d'eau est largement alimenté par les eaux de fonte de Zwieselbach et de Grastalferner, il dispose de la plus grande réserve d'eau en été. 

## Formation
L'effondrement d'un massif près de Köfels, il y a environ 7 000 ans av. J.-C. bloqua le Horlachbach et forma un grand lac. L'eau a rongé la roche d'où tombe l'actuelle cascade de Stuibenfall, le reste du rocher est encore préservé en tant que pont naturel. En outre, les vestiges du lac sont encore reconnaissables. 

## Tourisme
La cascade est bien développée avec des sentiers de randonnée. Depuis 2007, un pont suspendu au sommet et cinq plates-formes de visualisation sont dispersées dans la descente. Depuis 2008, une via ferrata de 450 mètres de long traverse la cascade dans la dernière partie. De mai à octobre, la Stuibenfall est éclairée tous les mercredis jusqu’à minuit. 

## Accident
Après une chute mortelle, le sentier de randonnée original a dû être fermé au public. Après deux ans de construction, une structure en acier avec 728 marches et un pont suspendu de 80 mètres de long mène maintenant aux plates-formes d'observation. L'ouverture officielle a eu lieu le 21 mai 2016. 

## Galerie

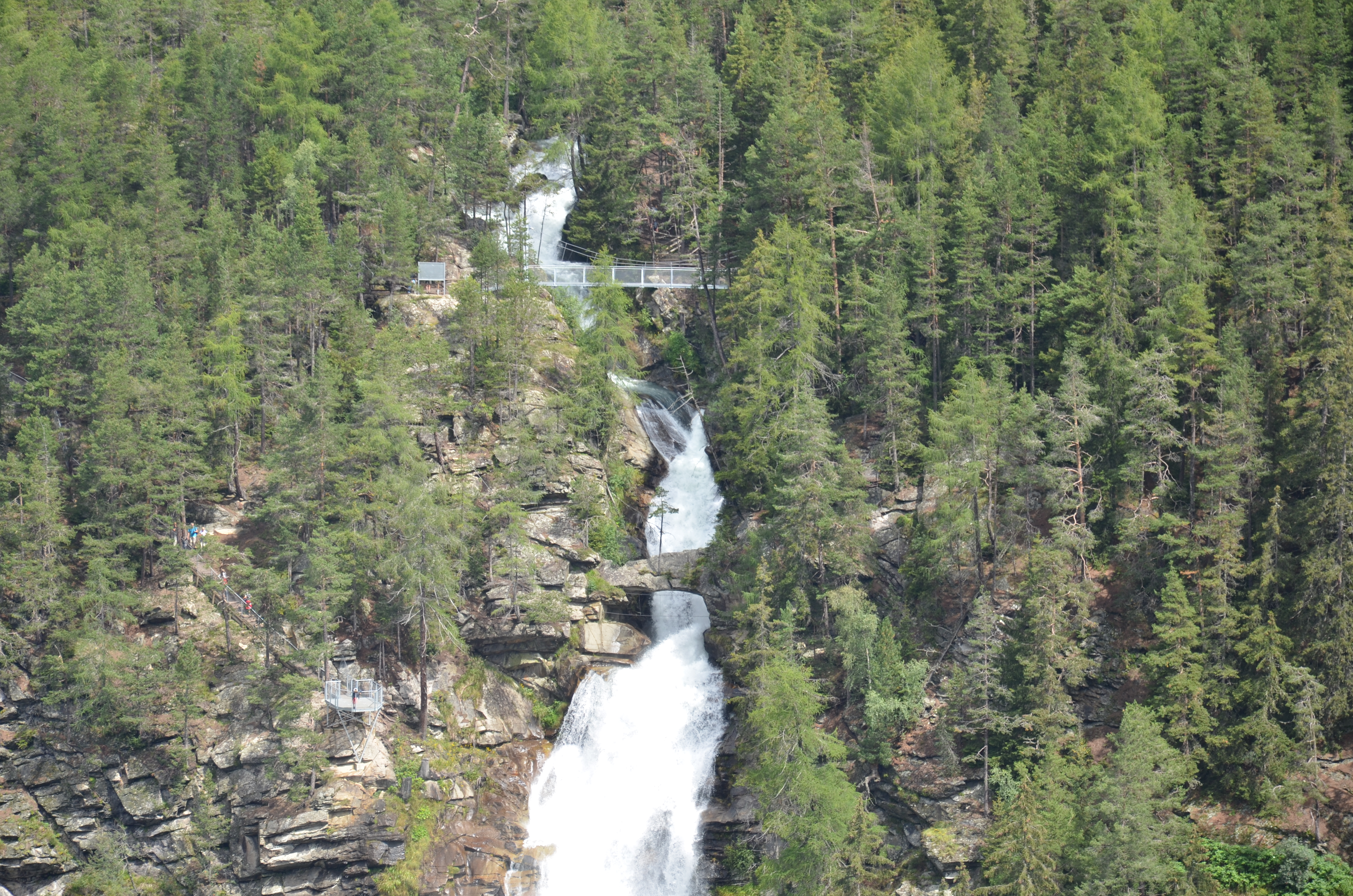
Une terrasse d'observation et un pont suspendu.
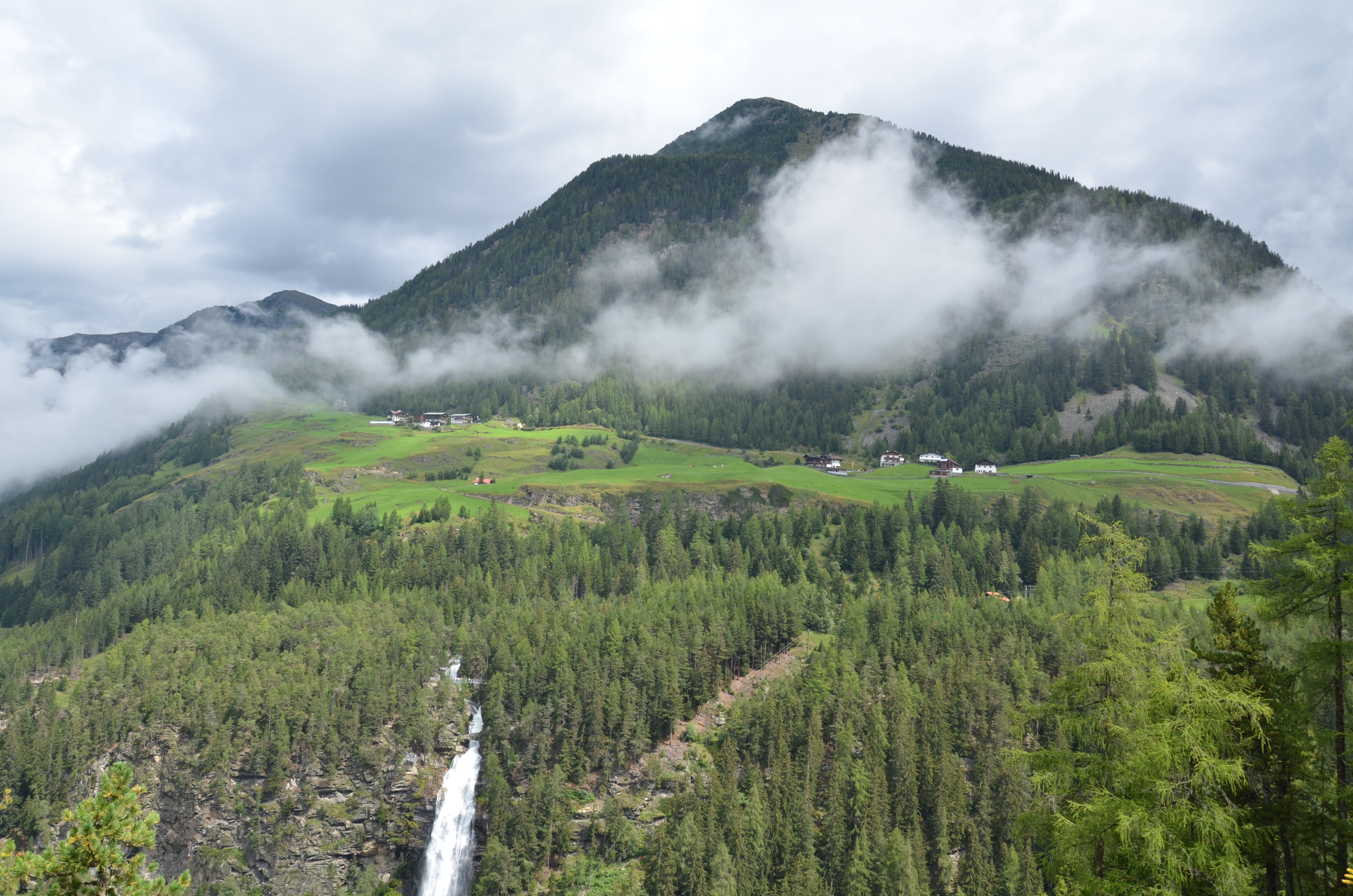
Haut de la cascade.
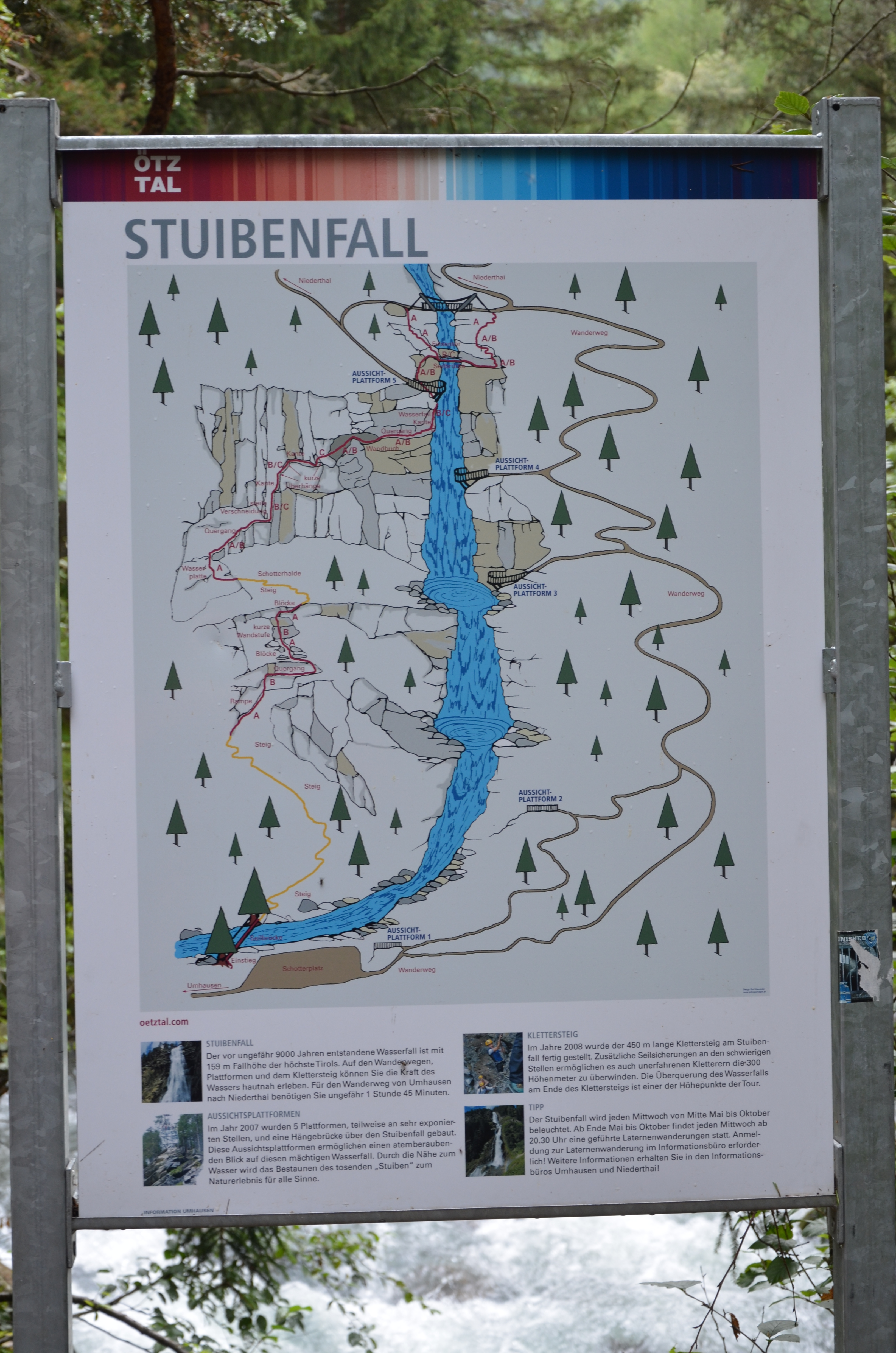
Panneau d'information.
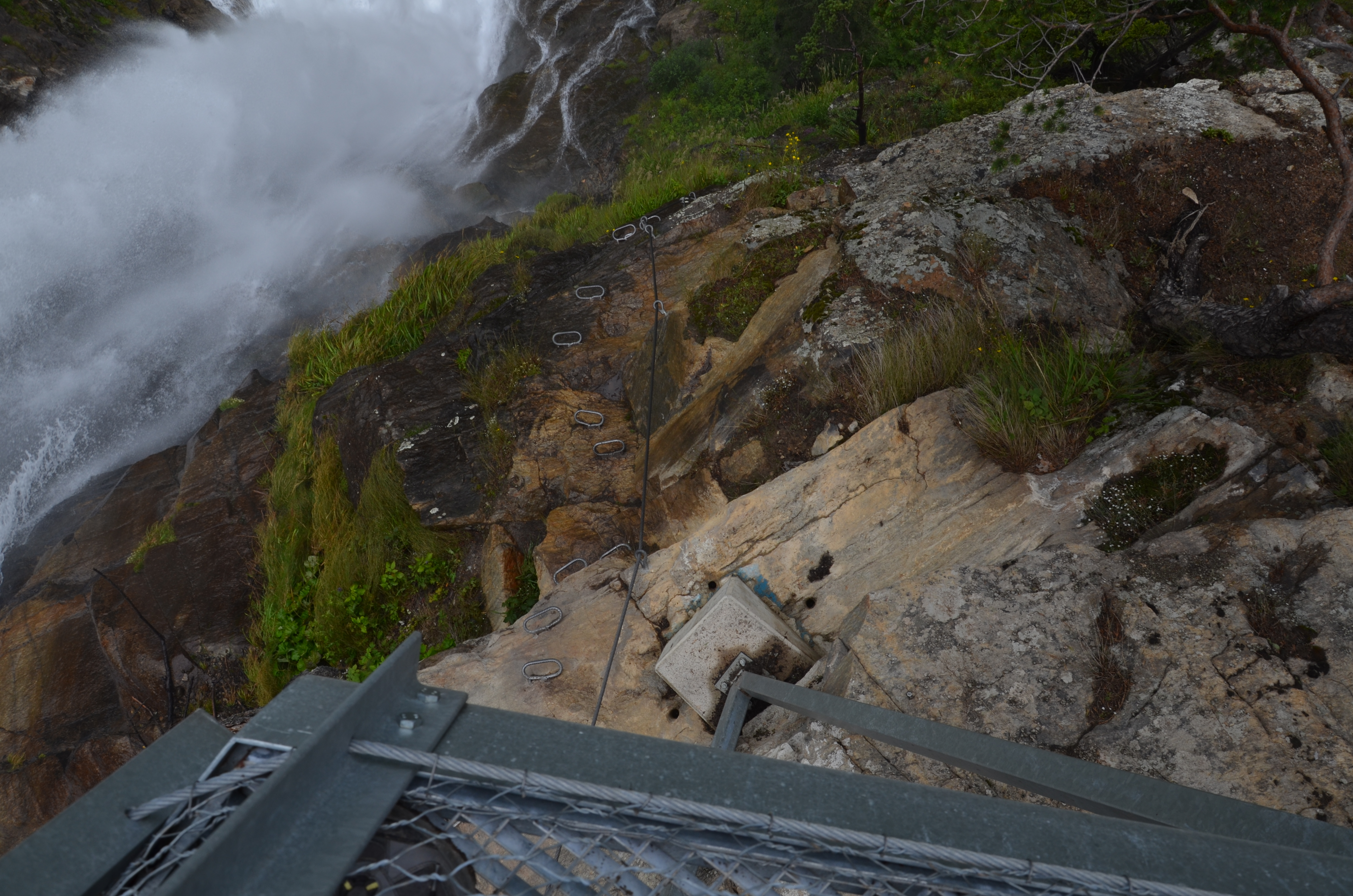
Parcours de la via ferrata sous la première plateforme.
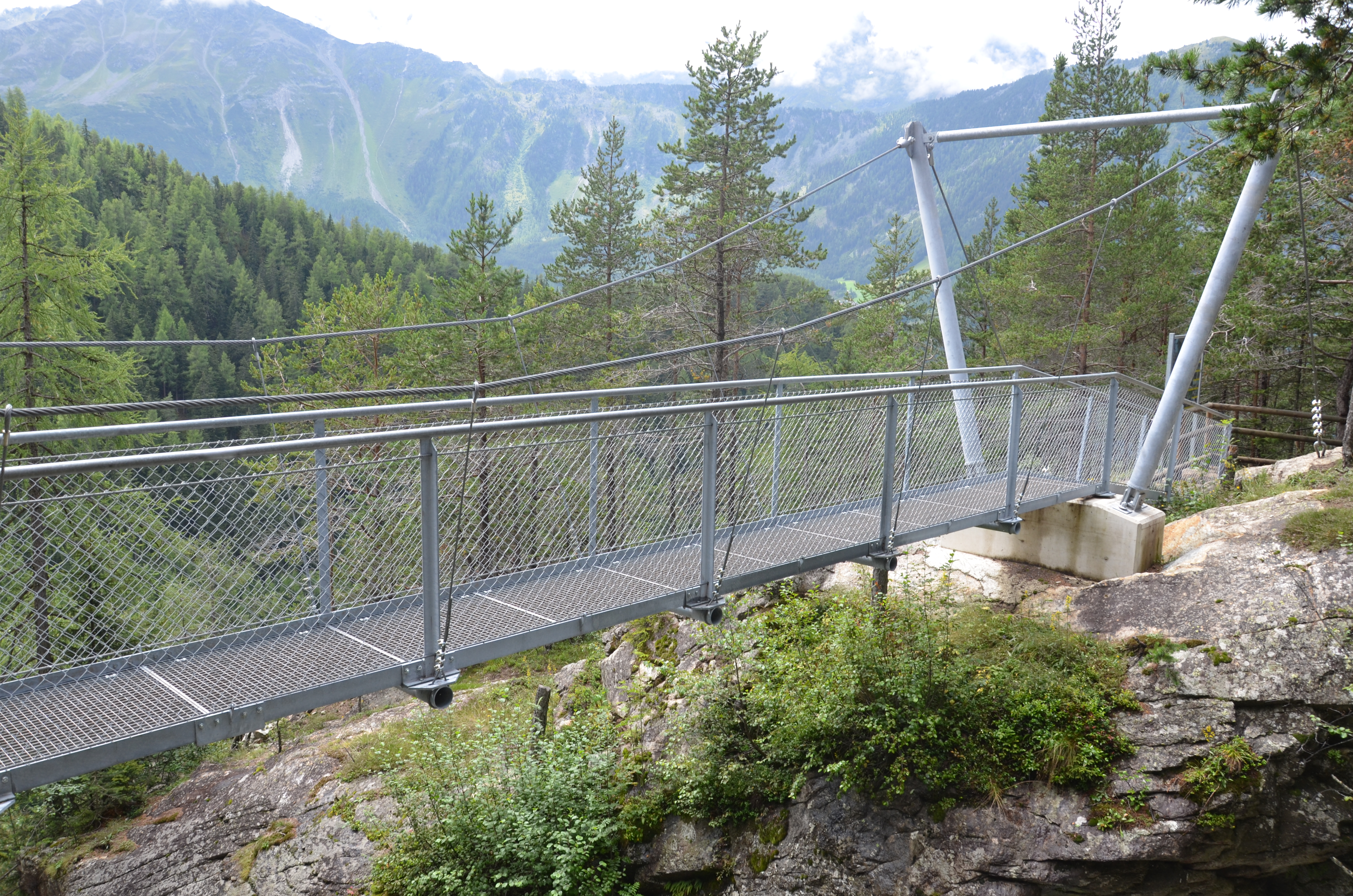
Pont suspendu au dessus de la cascade.
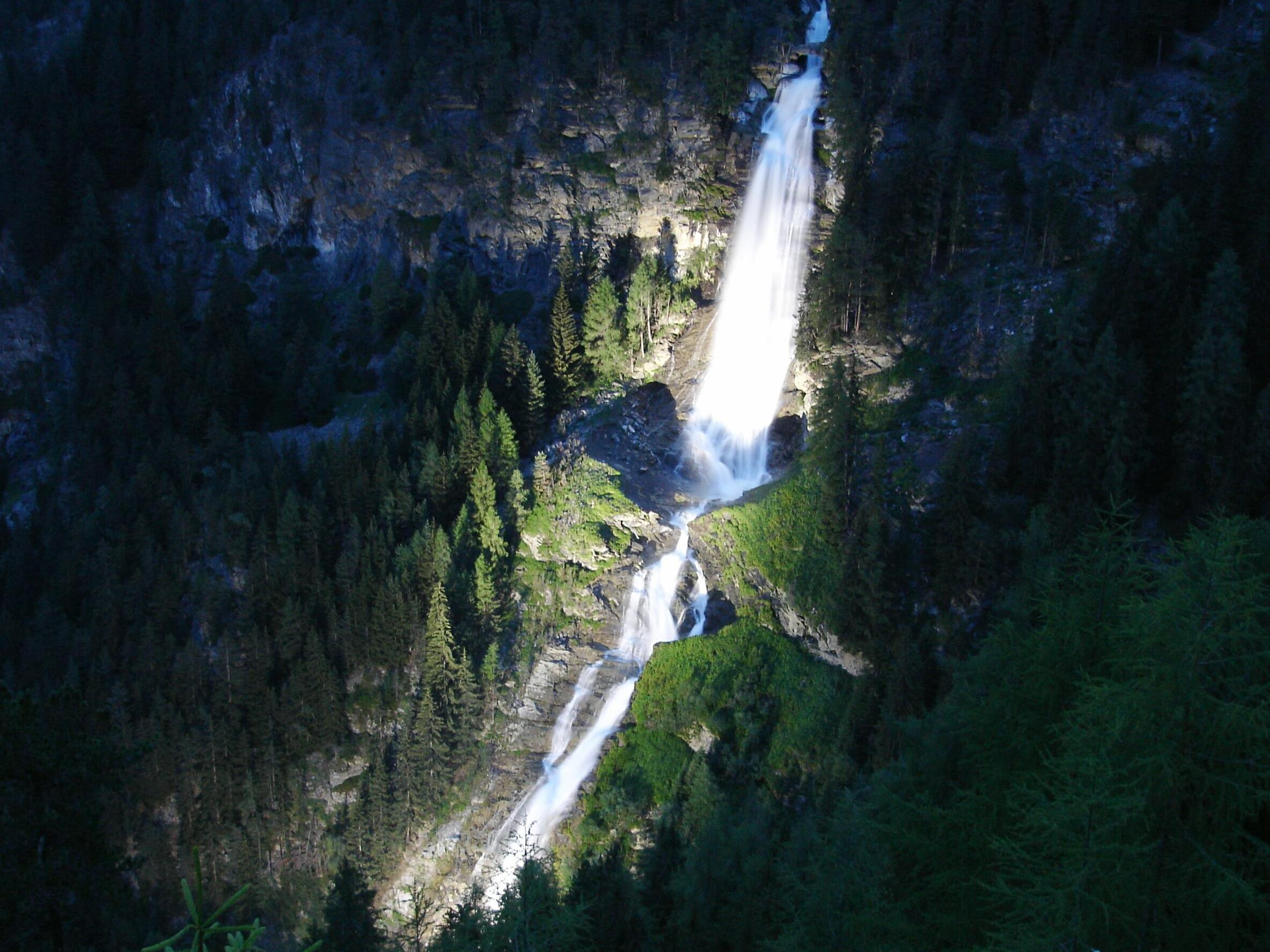
Stuibenfall illuminé la nuit.
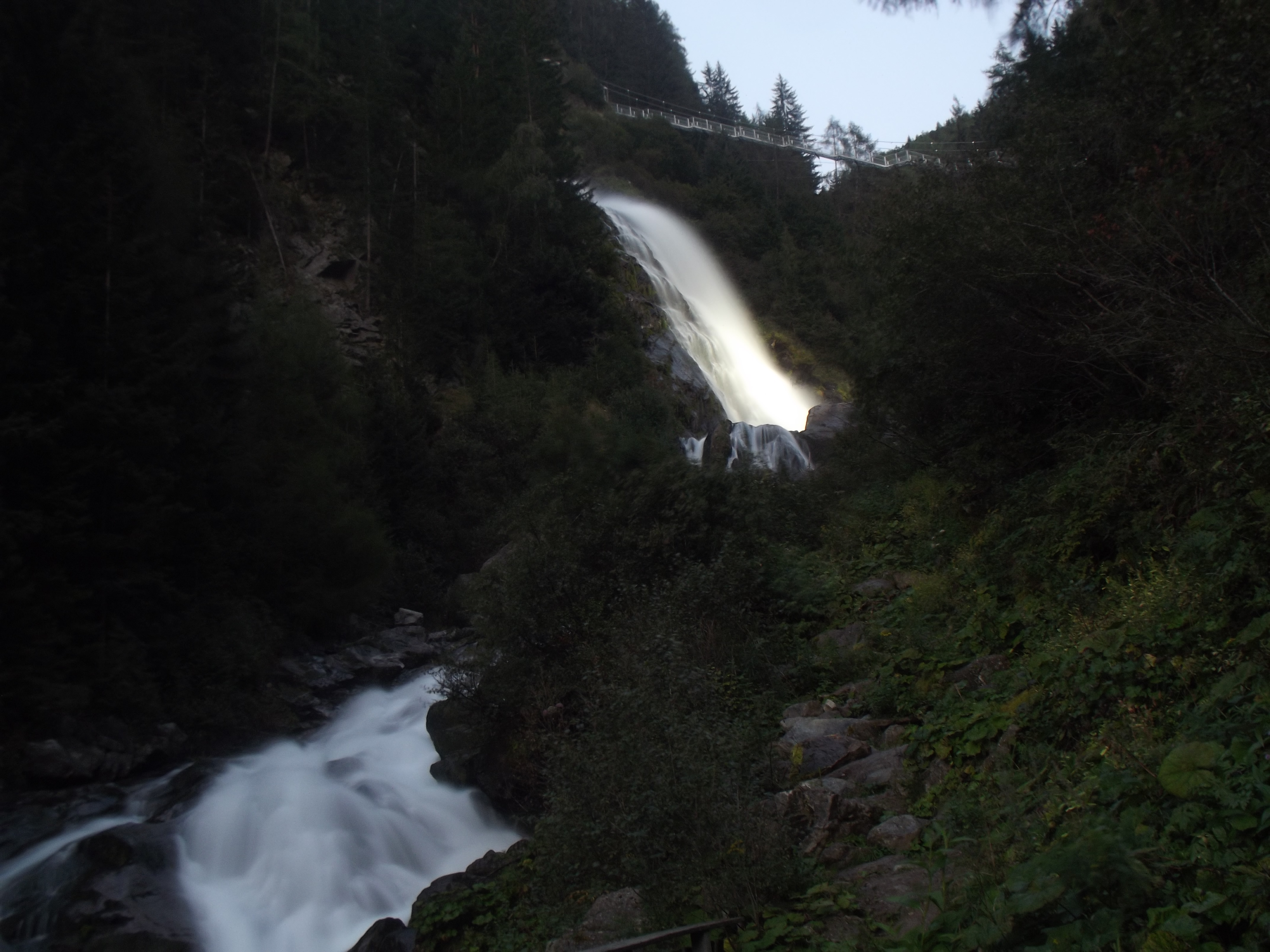
Chute d'eau illuminée au crépuscule avec le pont suspendu à l'arrière-plan.

### Liens Web
- Brochure "La géologie de la fascination dans l'Oberland tyrolien" (fichier PDF, 2,93 MB)